# هانس فريدريكس
هانس فريدريكس (بالألمانية: Hans Friderichs)‏ (مواليد 16 تشرين الأول 1931) سياسي ألماني شغل منصب وزير الاقتصاد. وهو أيضا فقيه ورجل أعمال.

## البداية والتعليم
ولد فريدريكس في فيتليش عام 1931. حصل على درجة البكالوريوس في القانون والعلوم السياسية وأيضا، حاصل على درجة الدكتوراه.

## روابط خارجية
- هانس فريدريكس على موقع مونزينجر (الألمانية)